# Profeția (Star Trek: Voyager)
„Profeția” (titlu original: „Prophecy”) este al 14-lea episod din al șaptelea sezon (și ultimul) al serialului TV american științifico-fantastic Star Trek: Voyager și al 160-lea episod în total. A avut premiera la 7 februarie 2001 pe canalul UPN.

## Prezentare
Voyager întâlnește o veche navă de război Klingoniană. Klingonienii de la bordul ei porniseră la drum cu mult timp înainte în căutarea mântuitorului lor, pe care acum cred ca îl vor găsi în copilul nenăscut al lui Tom și al B'Elannei Torres.

## Actori ocazionali
- Sherman Howard - T'Greth
- Paul Eckstein - Morak
- Wren T. Brown - Kohlar
- Peggy Jo Jacobs - Ch'Rega